# Ernest Reinhart
Ernest Reinhart è un personaggio televisivo co-protagonista della miniserie televisiva britannica del 1961 A for Andromeda, del suo remake italiano e del romanzo da essa tratto, scritto da Fred Hoyle e John Elliot.

## Storia
Ernest Reinhart è un professore di astrofisica britannico, direttore dell'osservatorio sito a Bouldershaw Fell, dove sta per essere inaugurato un nuovo potentissimo radiotelescopio; egli sovrintende all'imponente lavoro, progettato e realizzato dal fisico John Fleming, suo allievo all'università, e dall'ingegner Dennis Bridger.
Dopo avere accompagnato la nuova addetta stampa Judy Adamson, in realtà un'agente del servizio segreto sotto la copertura, che dovrebbe presenziare all'inaugurazione del giorno successivo, riceve dai suoi collaboratori la notizia di un segnale proveniente dalla galassia di Andromeda e, dopo che la notizia è stata divulgata da Fleming, interviene presso le autorità politiche e militari affinché il fisico non venga rimosso dall'incarico e gli venga concesso l'utilizzo del potente computer sito in una base missilistica del nord della Scozia, costruita nei pressi della cittadina di Thorness, per realizzare quanto contenuto nel massaggio proveniente dallo spazio, ossia il progetto di un "super calcolatore" ed un programma da immettervi una volta costruito.
Un evento drammatico giunge tuttavia a turbare l'apparente quiete della ricerca: Harries, un tecnico aerospaziale, viene rapito ed ucciso e Reinhart informa l'équipe sia della sua vera attività, ossia quella di agente segreto, incaricato dal servizio segreto di indagare sulla fuga di notizie dall'osservatorio, che del pericolo che corrono i membri dell'équipe a causa della delicatezza della loro scoperta. Dopo alcuni mesi, dopo che il super calcolatore è stato costruito, i dati che vi escono sembrano orientati verso la biologia e ben presto, attraverso l'aiuto della dottoressa Madeleine Dawnay, famosa biologa e sua amica, si inizia a sintetizzare una cellula che sembra potersi sviluppare in una forma umana e, nonostante egli condivida i dubbi espostigli da Fleming sulle "intenzioni" del calcolatore, non interrompe il processo. A quel punto tuttavia Reinhart viene informato dal Sottosegretario J. M. Osborne che i militari prenderanno possesso del calcolatore e del sintetizzatore biologico ed a nulla valgono le sue proteste; dopo qualche giorno Andromeda, creatura nata attraverso i dati forniti dal calcolatore, prende vita.
Il profondo mutamento di situazione dovrebbe riportare Reinhart all'osservatorio ma egli decide di rimanere ed è costretto ad assistere alla morte della dottoressa Dawnay, a causa di un enzima che avrebbe dovuto rivoluzionare la cura contro le ustioni e che invece si rivela letale per l'essere umano; questo evento lo convince definitivamente delle obiezioni mosse da Fleming sulle reali intenzioni del calcolatore e decide, in concerto con Osborne e Judy, di consentire allo scienziato di entrare nell'edificio del calcolatore per riprogrammarlo ma l'azione si risolverà nella distruzione del calcolatore da parte di Fleming e nel suicidio di Andromeda.

## Adattamenti e sequel
Il romanzo e lo sceneggiato televisivo britannico, dove Ernest Reinhart è interpretato da Esmond Knight, sono stati seguiti dallo sceneggiato televisivo italiano del 1972 A come Andromeda, per la regia di Vittorio Cottafavi, dove Ernest Reinhart è interpretato da Tino Carraro, mentre nel 2006 è stato realizzato il film tv britannico A for Andromeda, diretto da John Strickland, dove questi non compare.